# Trstenik (Split)
Trstenik je jedan od kotareva i gradskih četvrti u gradu Splitu. Smješten je na jugoistočnom dijelu grada a omeđen je sa sjevera Poljičkom cestom, s istoka Velebitskom ulicom a sa zapada ulicom Bruna Bušića, zatim Zajčevom ulicom i zapadnom ogradom autokampa. Ime je dobio po istoimenom potoku i uvali u koju se potok ulijeva.
U ovom kvartu se hotel Radisson blu (nekadašnji hotel Split) i bolnica Križine, kao i novoizgrađena zgrada Medicinskog fakulteta.

## Povijest četvrti i kotara
Predjel Trstenika zvao se u srednjem vijeku Calamet, o čemu svjedoči darovnica braće Petra i Pavla iz 1096. godine samostanu sv. Petra u Selu kojom dotičnom samostanu daruju jedan vinograd in Calamito. U oporuci svećenika Crnote iz 1144. godine nalazi se potvrda da se Calamet nazivao "Trstenik" (Tirstenic) na hrvatskom jeziku. Današnje ime je hrvatskog podrijetla i nastalo je po trstikama koje i danas rastu uz potok, a nastalo je od latinske varijante imena koje također označava istu biljku. Godine 1576. zabilježen je hrvatski oblik imena Tarstenich i Terstenich u popisu kaptolskih imanja. Četvrt se spominje u obliku Trastenicum 1603. godine što je također zapisano u popisu imanja splitskog kaptola. Trstenik je u 19. st. nosio ime "Fontana".

## Javne ustanove
Na području četvrti i kotara Trstenika nalazi se više javnih ustanova. Osnovna škola "Trstenik" osnovana je 1947. godine pod nazivom Osnovna mješovita škola "Naroda Lučca" s lokacijom na Poljičkoj cesti b.b. Osnivač škole je prosvjetni odjel Gradskog narodnog odbora Split. Nazive je mijenjala više puta tijekom 1950-ih. Od 1974. godine škola je nosila naziv "Vinko Paić-Ožić", koji je 1992. godine promijenjen u današnji Osnovna škola Trstenik.
Bivša Vojna bolnica Križine nalazi se također na teritoriju kotara i danas čini jedinstvenu cjelinu s bolnicom na Firulama pod nazivom KBC Split. Odsjek Gradske knjižnice Marko Marulić nalazi se u Papandopulovoj ulici. Crkvena župa sv. Ivana Krstitelja je osnovana 1991. godine te je njome isprva upravljao župnik s Mertojaka. Današnja crkva sv. Ivana Krstitelja izgrađena je i blagoslovljena 1998. godine, ali su i kasnije bili nastavljeni radovi na njenom uređenju te je bila posvećena 2004. godine.
Medicinski fakultet (MEFST) je osnovan 1997. godine kao samostalni fakultet u okviru Sveučilišta u Splitu, iako se studijski program medicine odvija od 1974. godine. Zgrada fakulteta nalazi se u neposrednoj blizini bolnice Križine.
Nekadašnji Hotel Split otvoren je 2010. godine kao Radisson Blu Resort nakon rušenja, adaptacije i preuređenja zgrada prvobitnog hotelskog kompleksa.